# Claudia Rosiny

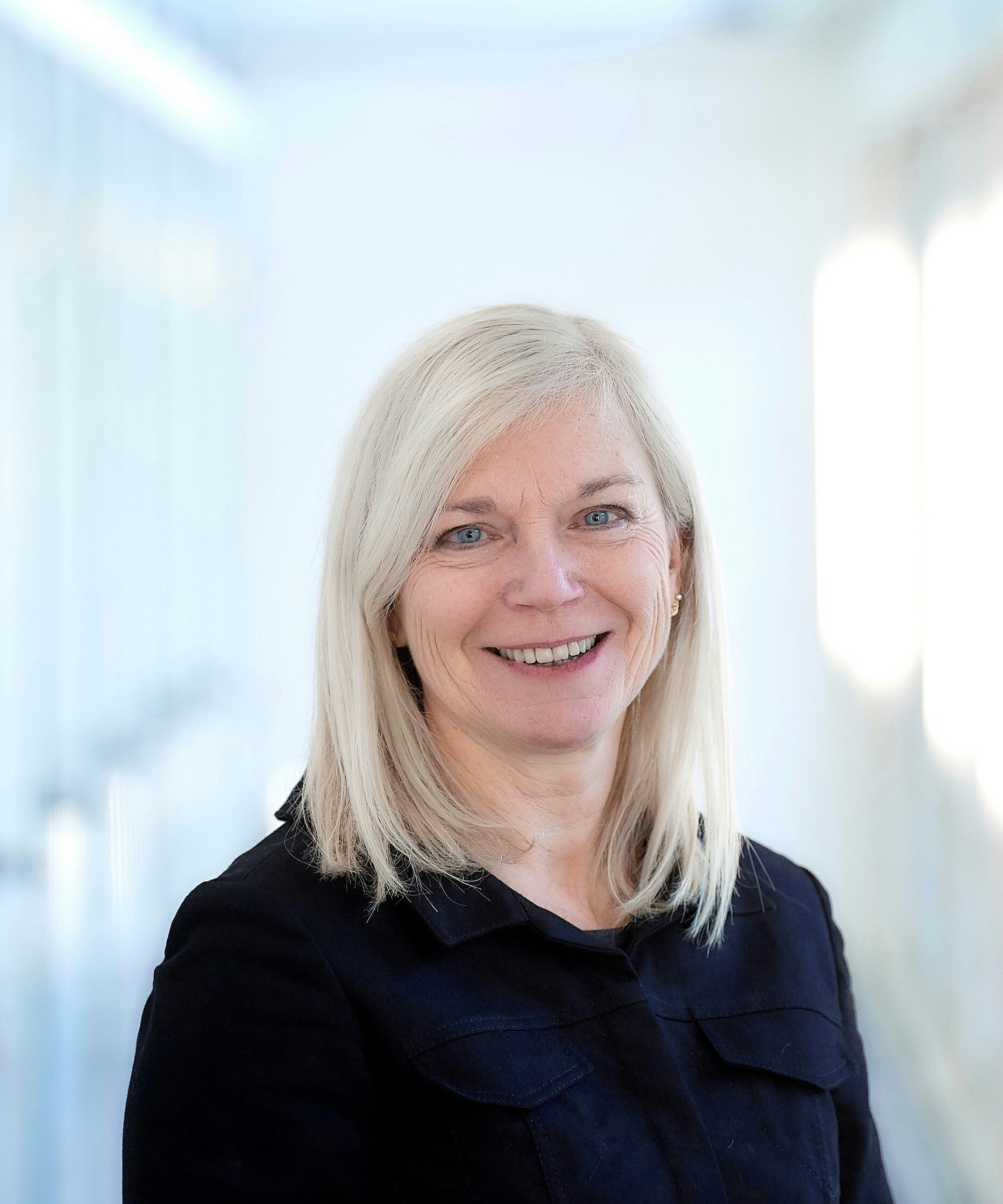
Claudia Rosiny (2021)

Claudia Rosiny (* 15. Februar 1960 in Bonn-Bad Godesberg) ist eine deutsch-schweizerische Tanz- und Medienwissenschaftlerin, Festivalleiterin und Kulturmanagerin. Sie wurde als Expertin für Videotanz international bekannt. Die langjährige Co-Direktorin der Berner Tanztage war bis Februar 2025 verantwortlich für die Darstellenden Künste im Bundesamt für Kultur Bern und lehrte bis 2022 an der Hochschule Luzern. Seit 2025 ist sie Partnerin bei Frieda KulturBeratung. Freiwillig engagiert sie sich seit September 2024 als Präsidentin in der Kinemathek Lichtspiel in Bern.

## Leben
Claudia Rosiny wuchs als Älteste von sechs Geschwistern in der Herler Mühle, einer alten Wassermühle in Köln-Buchheim, auf. Der Vater Nikolaus Rosiny (* 19. Juli 1926 in Mülheim an der Ruhr; † 16. März 2011 in Köln) war Architekt, die Mutter Johanna Rosiny (* 4. Juni 1936 in Prag, geborene Riedel) Kinder- und Jugendlichen-Psychotherapeutin. Nach einer Ausbildung als Gymnastiklehrerin studierte Rosiny von 1983 bis 1989 Theater-, Film- und Fernsehwissenschaften, Germanistik und Pädagogik an der Universität Köln und war parallel drei Semester Gasthörerin an der  Deutschen Sporthochschule Köln im Fach Spiel-Musik-Tanz. Im Wintersemester 1987/88 absolvierte sie ein Auslandssemester an der  Universität von Amsterdam in Theaterwissenschaften. 1997 promovierte sie am Institut für Theaterwissenschaft der Universität Bern mit einer Dissertation zum Videotanz.
Seit ihrem Studium widmet sich Claudia Rosiny ihren Spezialgebieten Videotanz und Intermedialität von Tanz.
Sie ist verheiratet mit Reto Clavadetscher (* 1961), beide haben eine gemeinsame Tochter und leben in Bern.

## Auszeichnungen
- 2005 Kulturpreis Kanton Bern
- 1992 Kulturpreis Burgergemeinde Bern (Berner Tanztage)[5]

## Berner Tanztage
Das Festival für zeitgenössischen Tanz wurde 1987 von Reto Clavadetscher gegründet und von Claudia Rosiny als Co-Direktorin (1991–2007) wesentlich mitgestaltet. Zu den Highlights der Berner Tanztage zählen die Themenfestivals Danseimage (1996, zu Tanz und Film), Kunststückkörper (1997, zum Tanz und verschiedenen Körperformen, auch Behinderungen) sowie Gastspiele namhafter Tanzkünstler wie Maguy Marin, Wim Vandekeybus, Sasha Waltz, Meg Stuart und vieler anderer. Die Berner Tanztage sind auf mehreren medialen Ebenen dokumentiert:

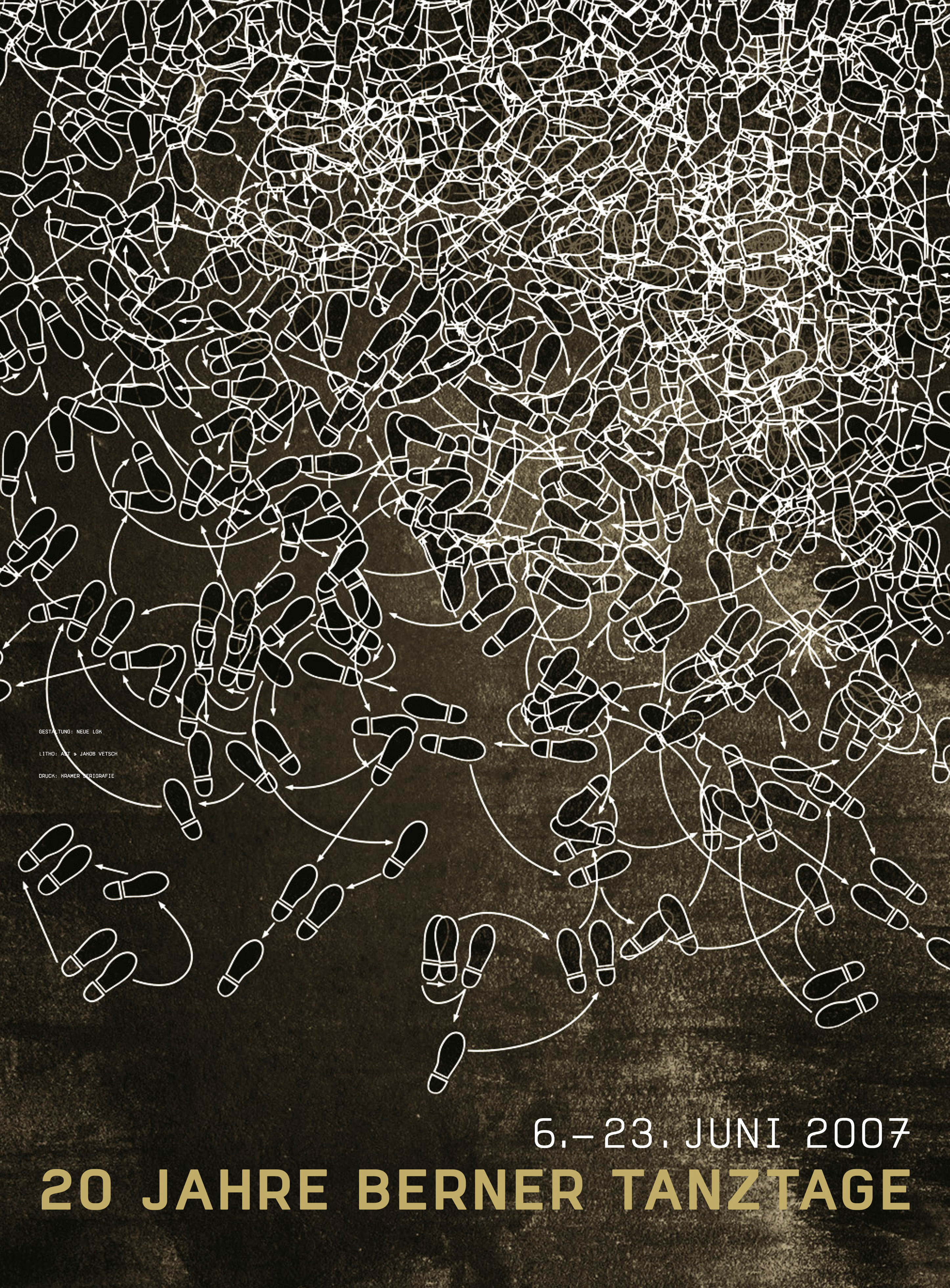
Plakat 20 Jahre Berner Tanztage

- Rund 250 Videoaufzeichnungen von Vorstellungen und Projekten aus den Jahren 1988 bis 2007 wurden digitalisiert und dem Schweizer Tanzarchiv/Collection Suisse de la Danse (heute SAPA – Schweizer Archiv der Darstellenden Künste)[6] in der Zweigstelle Zürich übergeben. Damit konnten die historisch wertvollen Aufnahmen erhalten und dem interessierten Publikum zugänglich gemacht werden.
- Eine umfangreiche Sammlung von Dokumenten über die Compagnies, die bei den Berner Tanztagen zu sehen waren, ein komplettes Set an Plakaten und Programmheften sowie weitere Dokumente wurden dem Schweizer Tanzarchiv / Collection Suisse de la Danse (heute SAPA – Schweizer Archiv der Darstellenden Künste) in der Zweigstelle Lausanne für Forschungszwecke übergeben.
- Im Jahr 2007 brachte Rosiny zusammen mit Reto Clavadetscher Zeitgenössischer Tanz. Körper, Konzepte, Kulturen – eine Bestandsaufnahme heraus.[7] Das Buch erschien anlässlich des 20-jährigen Jubiläums und Endes der Berner Tanztage, ist inzwischen auch als kostenloser Download beim Verlag verfügbar und widmet sich erstmals dem zeitgenössischen Tanz im deutschsprachigen Raum.

## Kornhausforum Bern
Seit seiner Gründung im Jahr 1998 gilt das Kornhausforum Bern im Kornhaus als wichtiger Ort für Gestaltung und Gesellschaftspolitik. Das stark kulturorientierte Nutzungskonzept wurde durch eine Volksabstimmung der Berner festgelegt. Hier baute Claudia Rosiny in zehn Jahren zuerst als Co-Leiterin mit Peter Eichenberger und ab 2006 in alleiniger Verantwortung (1998–2007) ein Kulturzentrum mit den Schwerpunkten Architektur, Design, Fotografie, Gestaltung, Video, Neue Medien und gesellschaftspolitische Fragen auf. Neben rund 300 Veranstaltungen jährlich wurden in dieser Zeit über 100 Ausstellungen durchgeführt. Zum Beispiel:
- Spielwitz & Klarheit. Schweizer Architektur, Grafik und Design 1950–2006 (2006)
- Sexarbeit. Eine Ausstellung zum Thema Prostitution (2007)

## Schweizer Tanzarchiv
Für das Schweizer Tanzarchiv in Zürich arbeitete Rosiny von 2009 bis 2012 als Fachberaterin für modernen Tanz, konzipierte Vortragsveranstaltungen, akquirierte u. a. 2011 den Sigurd-Leeder-Nachlass, betreute ein Videoprojekt zum frühen zeitgenössischen Tanz der Westschweiz und war bis Ende 2010 Projektleiterin der Fusion der Lausanner Archives suisses de la danse und der mediathektanz.ch in Zürich zum Schweizer Tanzarchiv/Collection suisse de la danse mit Sitzen in Zürich und Lausanne. Es besteht in dieser neuen Form seit dem 1. Januar 2011. Im Jahr 2018 wurde es mit der Schweizerischen Theatersammlung zum SAPA – Schweizer Archiv der Darstellenden Künste bzw. im EN Swiss Archive of the Performing Arts zusammengeführt.

## Hochschuldozentin
Als Lehrbeauftragte macht sich Rosiny für die Vernetzung von Tanz-Praxis, Tanzwissenschaft und Filmkunst stark. Von 1994 bis 2005 gab sie Seminare zum Videotanz und zeitgenössischen Tanz am Institut für Theaterwissenschaft der Universität Bern, von 2006 bis 2011 am Institut für Medienwissenschaften der Universität Basel Proseminare zu Intermedialität, Postmoderne, Tanz, Theater und Performance. Sie war von 2002 bis 2015 Mitglied der Programmleitung und Dozentin des berufsbegleitenden Weiterbildungsstudiums TanzKultur an der Universität Bern. Von 2016 bis 2018 war sie dort in gleicher Funktion für den neu konzipierten Master of Advanced Studies in Dance/Performing Arts am Institut für Theaterwissenschaft engagiert und unterrichtete von 2012 bis 2022 an der Hochschule Luzern in der Weiterbildung MAS Kulturmanagement.

## Tanzfilmprogramme
Zahlreiche Tanzfilmprogramme wurden von Claudia Rosiny kuratiert, wissenschaftlich begleitet und ausgewertet:
- 1990 Tanzfilme zur 34. Internationalen Sommerakademie des Tanzes Köln
- 1993–1997 Tanzfilme Kellerkino Bern
- 1993 Video-Programme Gulbenkian-Stiftung Lissabon
- 1994 Dance Screen Club Dada beim Steirischen Herbst Graz
- 2000 Auswahlgremium Dance for the Camera 6 für die BBC und das Arts Council London
- 2003 Bewegte Tanzbilder, Tanzfilmfestival Kino Xenix MGB Zürich
- 2012 Frauen im Tanz für Migros-Genossenschafts-Bund Zürich im Rahmen des Tanzfestivals Steps[13]

## Jurys und Kommissionen
Rosiny war Jurymitglied des Hans-Reinhart-Rings der Schweizerischen Gesellschaft für Theaterkultur SGTK (2001–2006), beim Deutschen Videotanzpreis (2003–2004), beim Schweizer Tanz- und Choreografiepreis (2002–2010), beim Wettbewerb Dance Screen (1999) in Köln und bei der 20. Jubiläumsausgabe des Festival Cinedans (2024) in Amsterdam. Außerdem nahm sie an der Vorselektion des 37. Dance on Camera Festivals New York City (2008/9) und des VIPER ‘01, Internationalen Film- & Videofestivals Basel (2001) teil.
Von 1995 bis 2005 beriet sie die Tanzförderung der Genossenschaft Migros Aare, von 1993 bis 2010 war sie Stiftungsrätin der Archives suisses de la danse, Lausanne und von 1997 bis 2003 Präsidentin der Kommission für Theater und Tanz, Kanton Bern. Seit 2009 ist sie Vorstandsmitglied des Teatro San Materno, Ascona und ab 2025 Beirätin der Accademia Teatro Dimitri in Verscio/Tessin.

## Bundesamt für Kultur Bern
Seit 2012 war Claudia Rosiny verantwortlich für die Bereiche Tanz und Theater, von 2021 bis Februar 2025 für die Darstellenden Künste beim Bundesamt für Kultur Bern in der Sektion Kulturschaffen. Ein Schwerpunkt ihrer Arbeit lag im Aufbau der neuen nationalen Auszeichnungspolitik des Bundes in diesen Bereichen, mit dem Ziel, die Qualität des professionellen künstlerischen Tanzes und Theaters in seiner ganzen Vielfalt zu würdigen und auf nationaler Ebene zu stärken.

## Publikationen (Auswahl)

### Monografien
- Claudia Rosiny: Videotanz. Panorama einer intermedialen Kunstform. Theatrum helveticum, hrsg. von ITW Bern, Band 5, Chronos, Zürich 1999, ISBN 978-3-905313-23-9
- Margrit Bischof, Claudia Feest, Claudia Rosiny (Hrsg.): e_motion, Reihe: Jahrbuch Tanzforschung Bd. 16, Lit Verlag, Münster 2006, ISBN 3-8258-9621-8
- Claudia Rosiny und Reto Clavadetscher (Hrsg.): Zeitgenössischer Tanz. Körper, Konzepte, Kulturen – eine Bestandsaufnahme, Transcript Verlag, Bielefeld 2007, ISBN 3-89942-765-3
- Margrit Bischof, Claudia Rosiny (Hrsg.): Konzepte der Tanzkultur. Wissen und Wege der Tanzforschung, Transcript Verlag, Bielefeld 2010, ISBN 978-3-8376-1440-4
- Hedy Graber, Dominik Landwehr, Veronika Sellier (Hg.), Peter Haber und Claudia Rosiny (Mitherausgeber): Kultur digital. Begriffe, Hintergründe, Beispiele, Merian Verlag, Basel 2011, ISBN 978-3-85616-530-7
- Claudia Rosiny: Tanz Film. Intermediale Beziehungen zwischen Mediengeschichte und moderner Tanzästhetik, Transcript Verlag, Bielefeld 2013, ISBN 978-3-8376-2329-1

### Lexikonartikel
- Videotanz, In: Manfred Brauneck, Gérard Schneilin: Theaterlexikon, 3. Neuausgabe, Reinbek 1992, S. 1085–1086
- Lexikonartikel zu: Jean Deroc, Ricardo Duse, Susana Janssen. In: Historisches Lexikon der Schweiz (HLS): Schwabe Basel, erschien ab 2002 in 13 Bd.
- Artikel zum Tanz: Deroc, Dietrich, Flamencos en route, Fritsche, Kreissig, Malfer, Mattis, Schweizer Kammerballett, Steps, Susana, Videotanz, Zöllig. In: Andreas Kotte (Hrsg.): Theaterlexikon Schweiz, Chronos Zürich, 2005
- Wandel in der Wahrnehmung – Vom Tanzvideo zum Videotanz. In: Frieder Reininghaus & Katja Schneider (Hrsg.): Experimentelles Musik- und Tanztheater. Handbuch der Musik im 20. Jahrhundert, Band 7, Laaber-Verlag Laaber, 2004, S. 356–359. Neuauflage Wandel in der Wahrnehmung – Vom Tanzvideo zum Videotanz. In: Siegfried Mauser, Elisabeth Schmierer (Hrsg.): Handbuch der musikalischen Gattungen, Band 17,1: Gesellschaftsmusik, Bläsermusik, Bewegungsmusik, Laaber-Verlag Laaber, 2009, S. 299–301
- Lemmata Tanzfilm, Videotanz, Motion Capturing, Amélia, Roseland, Lloyd Newson, in: Monika Woitas und Annette Hartmann (Hrsg.): Lexikon des Tanzes, Laaber-Verlag Laaber, 2013
- Publikationsliste Claudia Rosiny (1997–2016)[21]

## Presse
„Excellentes Fachbuch zum Schmökern“

- Peter Dahms: Tanz Film. In: TanzInfo-Berlin.de[23]
- Richard John Ascárate: Im Blickpunkt.Tanz Film. In: MEDIENwissenschaft 04/2013, Universität Marburg[24]
- Kristina Köhler: Rezension zu Tanz Film. In: Kieler Beiträge zur Filmmusikforschung 11/2014
- Helmut Dworschak: Der Trend zum dokumentarischen Theater hält an, Interview. In: Der Landbote, 29. Mai 2015[25]

### Youtube
- Entwicklung der Kunstform Tanzvideo. Wie die Kamera im Tanz eine eigene Rolle bekommt. Beitrag von Claudia Rosiny. Gesendet 2001 auf 3sat
- Referat von Claudia Rosiny: Tanz im Stummfilm und auf Youtube. Analoge Attraktionen im digitalen Medium